# سیتانز کینگدام (ورمانت)
سیتانز کینگدام (به انگلیسی: Satans Kingdom) یک منطقهٔ مسکونی در ایالات متحده آمریکا است که در Leicester واقع شده‌است. سیتانز کینگدام ۱۹۳٫۸۶ متر بالاتر از سطح دریا واقع شده‌است.